# かみあり
『かみあり』は、染屋カイコによる日本の漫画作品。『月刊ComicREX』（一迅社）にて2007年3月号より不定期に連載された後、2009年4月号より隔月化され、2019年12月号まで連載された。タイトルの「かみあり」は、神在月（神無月（10月）の出雲地方における呼称）に由来する。

## 概要
神在月に八百万の神々が集まる島根県の出雲。そこのとある学校に転校してきた幸子が、集まってきた八百万の神々たちの存在を知り、神々たちと日常を過ごす様を描いている。本作品では日本各地の神々のみならず、外国から日本に入ってきて変質した神々、果てはアニメやゲームといったフィクションの存在までが神々として登場する。なお、神々の間では一定のルール、秩序があり、それを乱す者には条例により臨時神在対策課（一部の神々が務めている）が迅速な処置を行なう。

## 登場キャラクター

### 人間

#### 中等部

##### 2年は組
千林幸子（せんばやし さちこ）
ヒロイン。島根県の学校に県外から転校してきた。神在月に集まってくる神々の姿を目の当たりにし、神々の存在を知る。
栗色の一応ロングヘアとどんぐり目が特徴。出身地は不明だが関西弁で喋り、お笑い好きなのかボケ体質。神々に対しても畏怖の感情はなく、気さくに接するため、絵美から騒動に巻き込まれないかと呆れられながらも心配されている。周囲からは「神様ホイホイ」と認識されている
岡家絵美（おかや えみ）
幸子の友人。幸子からは「エミちゃん」と呼ばれている。ショートヘアで眼鏡をかけており、外見通りクールな性格。何かと神々の騒動に巻き込まれがちな幸子の存在が悩みの種であり、周囲からは「巻き込まれ遭遇率No1」と認識されている。
桑門西周（くわかど せいしゅう）
家はお寺であり、その関係から「ある程度耐性のある人間」として晴明に協力することがある。寺の子供ではあるが、剃髪はしていない。普段はバンダナで髪を隠している。また実家の関係である程度神様に詳しくクラスでいろいろと聞かれる立場にある。御本尊は鬼子母神。高等部に兄がいる。
折田千歩（おりた ちほ）
無表情の不思議ちゃん。周囲から割といつも変と思われており、"神様関係云々よりも実は正体は忍者"という方が説得力がある。実際現在忍者に弟子入りし修行中。高等部に兄がいる。
鮎南祥子（あゆな しょうこ）
彼氏が自身より胸の大きい女性に乗り換えたため、胸のご利益があるとされるおっぱい観音（間々観音）を探していた。自身も努力をしておりアイソメトリクス1日10セット、腕立て伏せ1日100回、土日は水泳、キャベツ1日1玉、さらに腕相撲で父親と兄にタバコをやめさせるなどしたが、間々観音に「やりすぎ」と諭され普通のペースに戻した。腕相撲は現役柔道部員に勝てるレベル。

##### 2年い組
日向 虹太（ひむかい こうた）
幸子たちと同じ学校の中学生（中等部所属）。好きな女の子（高等部所属、チアダンス部）の猫耳姿が見たいとの理由から、バシュタートを助けたお礼に学校中の人間に猫耳を生やしてしまう（猫耳が生えた原因が自分にあることがばれた場合、猫耳を生やしているのが相手の女の子だけと知られると、自分が好きな女の子が誰であるかを特定されてしまう、と考えたため）。告白自体は上手く行ったのだが、その際の交換条件としてチアガール姿になった。

#### 高等部
巴智宗一郎（はち　そういちろう）
長身で弓道部員。実家は神社。東周や渉と同じクラスで友人。先祖が氏神として祀られているの関係で雷関係に加護がある。
桑門東周（くわかど　とうしゅう）
西周の兄。宗一郎や渉と同じクラスで友人。西周と同じく剃髪はしていないが茶髪。
折田渉（おりた　わたる）
千歩の兄。宗一郎や東周と同じクラスで友人。どこかズレており、千歩に忍者の疑いがかかった時「妹が忍者で、どうして自分は忍者ではないのか」と悩んでいた。虫が大嫌いで、確かに忍者には不向き。

### 神々

#### 臨時神対策課
安倍晴明（あべの せいめい）
臨時神対策課所属。陰陽師であり、幅の広い対応が可能であることから重宝されているが、さぼり癖があり（光栄曰く生前から）、また数々の小説、漫画、映画、アニメを経て、陰陽術として変わり身の術や飛行術を用いるなど、性格がかなりフランクになっている。また流行り神対策のために、日頃より神話を基にしたゲームなどをプレイしており、それらについて詳しい。子狐に化けられる。『分霊』では容姿は異なるが、それぞれが「自身が一番かっこいい」と思っている。
賀茂光栄（かもの みつよし）
臨時神対策課所属。真面目で仕事熱心。基本的に晴明のお守りという立場になっている。「生前、晴明のことをライバル視していた」という噂に対しては「（生前）仕事をさぼっていた晴明を叱っていた所を見られて、そう解釈されたのでは」とのこと。顕現している時は少年の様な姿。『分霊』では、全員が「仕事をしてくれる晴明が一番いい」と思っている。

#### その他の神々や悪魔等
白虎（びゃっこ）
西方を守護する四神の一柱。臓器は肺、食べ物は辛い物を司り、妻・妾・子女・息子の嫁などの女性の守護もしている。
京都の白虎は初登場時、五行相克の関係から、リグドラの炎気によって猫サイズの大きさであったが、本来は文字通り虎サイズの大きさである。おっさんであると自覚しており、関西弁で晴明の「白虎は女の子が大好き」というセリフに「女の子は大事。守ることの何がおかしい」と言える男前の性格。又、晴明と親しい。
東京の白虎は猫と勘違いされることが嫌で、通常時は虎耳と尻尾を出したサラリーマン風の姿をしているが、マタタビ等によって京都の白虎の様な虎の姿に戻る。
弁財天（べんざいてん）
基本的には羽衣を着て琵琶を持っているが、時々ゴスロリ衣装にエレキギターという姿に変わる。又、隠れ縁切りであるため、七福神から離れ一人になるとカップルを別れさせようとしたりする。空が飛べる。
小子部連栖軽（ちいさこべのむらじ　すがる）
宗一郎の祖先で氏神。かつて帝の命令で雷を捉えたため、その関係で自身と宗一郎などの子孫に雷関係の加護を持つ。晴明からは「日本最古の天然ドジっ子」と心の中で認定されており、弁財天からは「すっとぼけ」といわれている。（『日本霊異記』より）
座敷童子（ざしきわらし）
引きこもり。姿は少年風。趣味はネットを使った資産運用。
玉祖命（たまのおやのみこと）
元は勾玉を作る玉造の神であったが、いつの間にか眼鏡やカメラの神にもなっていたらしい（本人談）。今は一介のメガニストであるらしい。レンズの守護もしているため、コンタクトでも構わないが、眼鏡が一番らしい。七郎のおしゃれコーディネートを数年かけて構想している。
別称が天明玉命。
上総七郎（かずさのしちろう）
「上総七郎」は、「上総介忠清の七男」という意味の通称である。目を良くすることも出来るが悪くすることも出来る。彼が生きていた時代は源氏の天下で、その粋がっている姿を見てイライラして眼玉を抉り出して木に投げつけ、そこから目の神様になったらしい。目玉は現在胸のあたりについており、取り外して遠くへ飛ばすことができ、また水洗いも可能である。
鬼子母神（きしもじん）
西周の寺の御本尊で御霊の世話をしている。仏教に帰依する以前は夜叉・鬼神として悪さをしていたが、その後釈迦のおかげで更生し、鬼から御法善神になった。それに掛けて、鬼子母神の『鬼』の字は本来一画目、つまり角がない。
間々観音（ままかんのん）
別名おっぱい観音。ご利益自体は鬼子母神と似たようなものではあるが、ご利益に『授乳』が含まれていることと、龍音寺の関係で胸が強調されているらしい。
藤林長門守（ふじばやしながとのかみ）
忍者の神様。元は服部半蔵、百地丹波と並ぶ伊賀三大上忍の一人。何処かの神社で祀られているわけではないが神として祀られる条件がある程度揃っているため降誕している（晴明曰く、職業や技芸などが傑出している、その人物をその道の始祖や守護神とする、伝説的な人物になる、人々がその傑出した力にあやかりたいと思う等）。また氏神が天手力男神であり神代の系譜でもあり、その関係でも降誕している。
「忍とは勝つ事ではなく目的を達成させる仕事」と考えており、情報戦・心理戦や逃走術等を重視している。
藤林が大眼に炎をあげ、大眼が幸子に加護を与えた事により、幸子と藤林は繋がっている為、気配を消していても幸子には普通に見つかる。
田道間守（たじまもり）
お菓子と果物の祖神であり体から高級菓子の匂いを漂わせている。元は帝に命じられて『非時香菓』（今で言う橘）を常世から持ち帰ったため『菓祖』（当時はお菓子とは果物のことのため）として祀られているらしい。また非時香菓は不老長寿の妙薬であるとされ長寿も司っている。
豊磐窓命（とよいわまどのみこと）
境界・扉の守護をしている門神（かどのかみ）。ちなみに「窓」は「真戸」（「真」は美称）。美少年風で右目が前髪で隠れている。元々は「天磐門別命」（あめのいわのわけみこと）という一柱であった為、「櫛磐窓命」と説明がかぶる。
櫛磐窓命（くしいわまどのみこと）
境界・扉の守護をしている門神。老人風で左目が布で隠れている。
藤原采女亮政之（ふじわらうねめのすけまさゆき）
通称「御髪大明神」（みかみだいみょうじん）。「ルー語」を話す。髪や化粧、理容師や美容師の守護を司っている。髪を生やしたり伸ばしたりすることが出来るが、「髪は血餘なり」の信念で遺伝的なものは治すが不摂生が祟ったものは治せない、というより治さない。また散髪もできる。
元は父親が宝物守護をしていたが宝劍九王丸を紛失してしまい、親子で探索をしながら髪結業をしたのが髪結職の始まりで、それで祀られている。
稲荷（いなり）
主に商業を司っている。
三囲神社の稲荷は、倉稲魂命の神使白狐。二人称は「お客様」。三越との関係で百貨店の守護を司っており、三井家の守護神でもある。そのため靴や高級菓子などの百貨店で販売していそうなものを取り出せる（ただし、お金を取る）。また2匹のライオンを連れている。
大眼（だいまなこ）
人の業を帳面に書きつけて厄を呼ぶ厄神。もとは鍛冶神であり、鎚を杖代わりにして右目に眼帯をしている。武田信玄所有の鉱山に居た経歴がある。
山本勘助とも言える存在。藤林長門守から駿河で牢人をしていたときに火術を伝授された弟子。
ヒヌカン
沖縄の火の神。竈を守るもの。また竈は異界と此の世を媒介しているため、境界も司る。同属性のよしみでリグドラの面倒を見ていた。加護を与えられると今まで以上に粉物が上手く焼ける。
アガレス
悪魔であるが涙脆く、募金には1万円寄付するほどの優しい性格。ただ、善意の行動が過剰であり人が喜ぶもの全てをそれ以上与えるダメ人間製造機。悪魔並みに人の願いを叶える日本の神に対して驚くとともに、日本の宗教の思想や流行り神に関して若干の疑問を抱いている。又、西欧の悪魔（神）であるため、神としての干渉の度合いに差がある。仕事で女性の姿にもなれるが、基本はおっさん風。
31の軍団を率い、地獄の東を統率する大いなる公爵。ソロモン二十七柱の序列2位。悪魔の貴族の中で最も慈悲深い（『レメゲトン』より）。
ヴァッサーゴ
基本はカラスの姿をしており、アガレスとともに行動している。
26の軍団を持つアガレスと同じ性質の皇子（『レメゲトン』より）。普段は女性言葉で話す。
カイム
普段はツグミの姿をしているが人間の姿にもなれる。30の軍団を率いる地獄の大総裁で元は天使。趣味は詭弁を弄すること。動物の声や水の音の意味がわかる
グレモリー
26の軍団を率いる地獄の公爵。ソロモンの72柱の中で唯一女性の姿で現れる。
バシュタート
エジプト出身。恋愛と豊穣を司る女神。黒猫の姿をしており、二足歩行をする。マントを纏い左耳にピアスをしている。道路を渡れなくて困っているところを虹太に助けられ、そのお礼として学校中の人間に猫耳を付けた。
日本武尊(やまとたけるのみこと)
女装一つで伝説を作り出した日本最古の『男の娘』。
「熊曾討伐の際、叔母である倭姫命(やとひめのみこと)から頂いた衣装を纏い女装することで倭姫命が持つ霊力を得ると共に双性的な超越存在なるため」が元々の理由であるが、女装・男装等の異性装に対して一家言ある(自称「葦原中津国一の男の娘」)。
父親との折り合いは悪く、勝気であるがメンタルは繊細。
建部神社の相殿神である天明玉命(あまのあかるたまのみこと)が服に合わせてメガネを選んでいる。
ユニコーン
純潔だと膝枕をせがんでそうじゃないとわかるや否や八つ裂きにする(その後食べる、因みに女装した男性でも可)。そのため母神や女性の守護をしている神(白虎等)、女神、妻帯者である神とは相性が悪く、鬼子母神達は子供セーフティーネットに『女の子に膝枕を要求する不審者が出没。特徴：馬面』と流されている。ただ角は水を浄化する為水神としての弁財天は相性は悪くはない。
本来は悪魔であり、相反する特性が一つの存在の中に成り立っている。日本には善の部分が強調されて伝わっている為、聖獣として扱われている模様。
ノアの箱舟から追い出される程の傲慢であり、大洪水の後にはいないはずの存在。
ガブリエル
戦争を司る天使。自身の事を「主が人間を創造する時に意見を聞かれて反対意見を述べたら仲間天使に全滅させられたぼっち天使」、「人間たちが適当な単語に～el(『神』を意味するヘブライ語)等の接尾語をつけて天使を量産」など率直にものを言う。
ウリエル
ザカリアスがトラウマとなっている。
ミカエル
ジャンヌダルクがトラウマとなっている。
ルシフェル
堕天名はサタン。主の意図の元人に試練や妨害を与える役職であった為、主の負の部分として堕天させられた。ただ本人は人間の成長を願っていたり、ウリエルが堕天した時も親身になって心配したりと、ラファエル曰く「一番天使が出来ているお方」。

#### 流行り神
主にアニメや漫画、ゲームなどのサブカルチャーにおいて創作された新しい神。自身の来歴などが判っていない場合が多く、晴明曰く「神としての自覚が足りない子が多い」。以前は時代背景や状況によって創作されていた。
ビリケン
少年のような風貌だが、思慮深く男前な性格。神様というのは客商売だと考えている。
リグドラ
ゲームから発生した流行り神。完全な創作であり、名前は古英語で「炎」を表す「リグ」と、古英語で「竜」を表す「ドラガ」から採られている。作中においては「火蜥蜴」という設定であり、精霊として存在している。顕現した時は仲間も一緒であったため混乱はなかったらしいが、怖かったらしい。口は悪いが仲間思いであり、また妹思いな性格でもある。仲間内では料理担当。ヒヌカンに面倒を見られている。
ガブリエル
天使の部類ではあるが、実際は二次元から派生した流行り神。最近、本来の天使達から日本側からの意見として日本での布教について相談され中間管理職の立場になってきている。天使たちからは「エル」呼ばれている
因みに彼女の中ではキリスト教の内輪揉めは「古参の多い大手人気ジャンル」と解釈しており、日本での布教はほぼつんでいると思っている。カイムがファン。
カノン
観世音菩薩を元にしたキャラクターで流行り神。流行り神のガブリエルとは同じ漫画のキャラクター。グレモリーがファン。

## 書誌情報
- 染屋カイコ『かみあり』 一迅社〈REXコミックス〉、全9巻
  1. 2009年8月9日発売、ISBN 978-4-7580-6164-3
  2. 2010年7月9日発売、ISBN 978-4-7580-6205-3
  3. 2011年7月27日発売、ISBN 978-4-7580-6263-3
  4. 2012年11月27日発売、ISBN 978-4-7580-6343-2
  5. 2014年5月27日発売、ISBN 978-4-7580-6444-6
  6. 2015年8月27日発売、ISBN 978-4-7580-6547-4
  7. 2016年10月27日発売、ISBN 978-4-7580-6630-3
  8. 2018年5月26日発売、ISBN 978-4-7580-6739-3
  9. 2020年3月27日発売、ISBN 978-4-7580-6858-1